# Harouna Coulibaly (Autor)
Harouna Coulibaly (* 2. August 1962 in Magaria; auch Harouna Koulibaly) ist ein nigrischer Autor und Filmregisseur.

## Leben
Harouna Coulibaly besuchte nach einer Schule in seiner Geburtsstadt Magaria das CEG V, eine allgemeinbildende Mittelschule in der Hauptstadt Niamey. Danach studierte er an der Verwaltungshochschule Ecole Nationale d’Administration (ENA) in Niamey, an der er sich auf Steuern und Staatsbesitz spezialisierte. Er arbeitete anschließend in der nigrischen Steuerbehörde, in der er Abteilungsleiter für Öffentlichkeitsarbeit wurde. Er engagierte sich in der Gewerkschaft Syndicat National des Impôts et du Trésor (SNIT), zunächst als Generalsekretär für Information und dann als erster stellvertretender Generalsekretär des SNIT.
Coulibaly veröffentlichte zwischen 1986 und 1995 ein Dutzend Kurzgeschichten, zahlreiche Gedichte und Theaterstücke sowie Kommentare für Zeitschriften wie Sahel Dimanche, Haské und Tribune du Peuple. Er wurde 1989 Präsident des Buchklubs im Centre Culturel Franco-Nigérien Jean Rouch und 1990 Koordinator des Kulturvereins Association pour la Promotion de la Culture (APROCULT). Außerdem war er in leitender Funktion für die panafrikanische Jugendorganisation Organisation des Jeunesses Panafricanistes du Niger tätig. In seinem 1995 veröffentlichten Theaterstück Le Devoir (Die Pflicht) behandelte Coulibaly Korruption und Steuerdelikte. Er stellte sich mit diesem Werk in eine von Boubou Hama und André Salifou geprägte Tradition des satirischen und sozialkritischen Theaters in Niger.
Mitte der 1990er Jahre wandte sich Harouna Coulibaly dem Filmschaffen zu. Sein erstes Werk als Filmregisseur und Drehbuchautor war Wadjibi im Jahr 1996, eine Verfilmung seines eigenen Theaterstücks Le Devoir. Er besuchte Kurse in Filmtechnik in Ouagadougou und Dakar und wurde 1999 zum Präsidenten des nigrischen Filmschaffendenverbands Association des Cinéastes Nigériens gewählt. Er arbeitete mehrmals im westafrikanischen Ausland, beispielsweise 2012 bei der Adaption seines Theaterstücks Barira zur Fernsehserie Awa, la consécration in Mali. Für das nigrische Privatfernsehen drehte er 2012 mit L’étoile filante du cinéma nigérien einen Dokumentarfilm über den Filmregisseur Oumarou Ganda. In seinem Spielfilm Le droit chemin aus dem Jahr 2013 spielte der nigrische Schauspielstar Yazi Dogo eine Hauptrolle.

## Filmografie
- 1996: Wadjibi
- 2002: Les architectes du verbe
- 2002: L’île de Gorée
- 2007: Un rendez-vous humanitaire
- 2007: Ziga[3]
- 2012: Awa, la consécration (Fernsehserie)
- 2012: L’étoile filante du cinéma nigérien
- 2013: Le droit chemin[1]